# Bertha Mason
 (mai 2018).

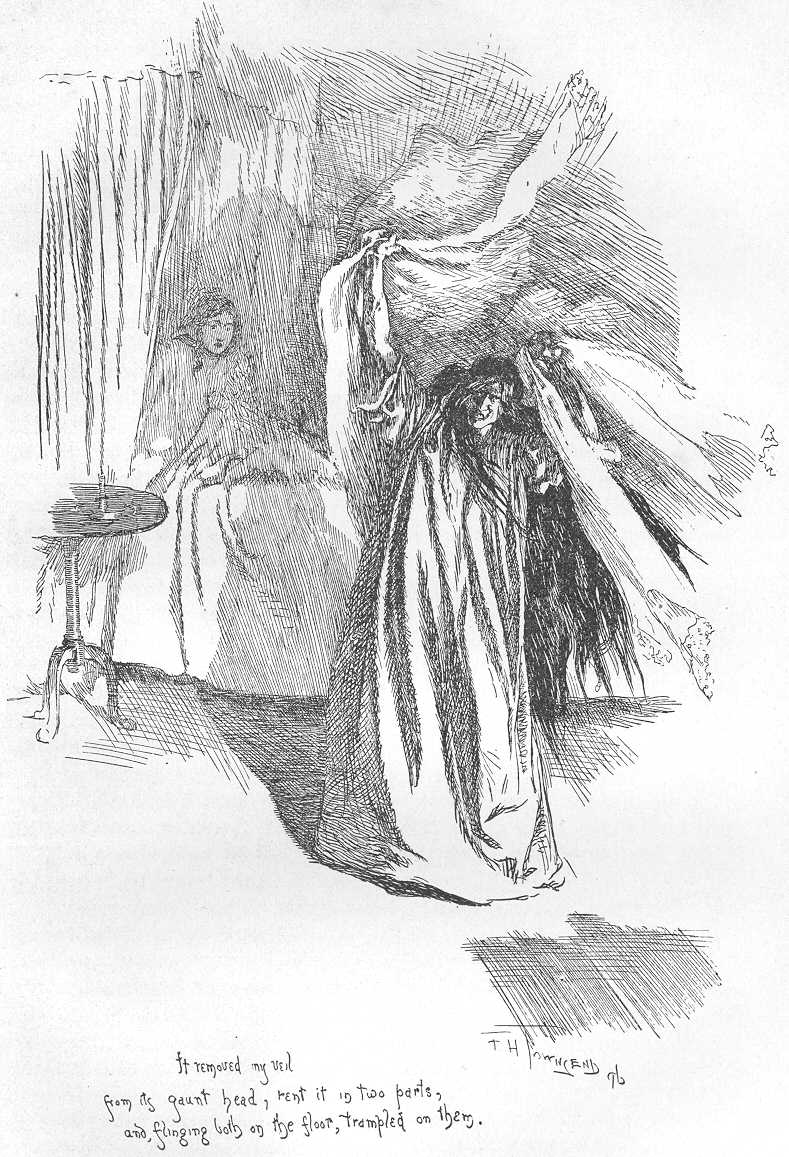
Bertha Mason (au premier plan), illustration par F. H. Townsend pour la deuxième édition de Jane Eyre, publiée en 1847

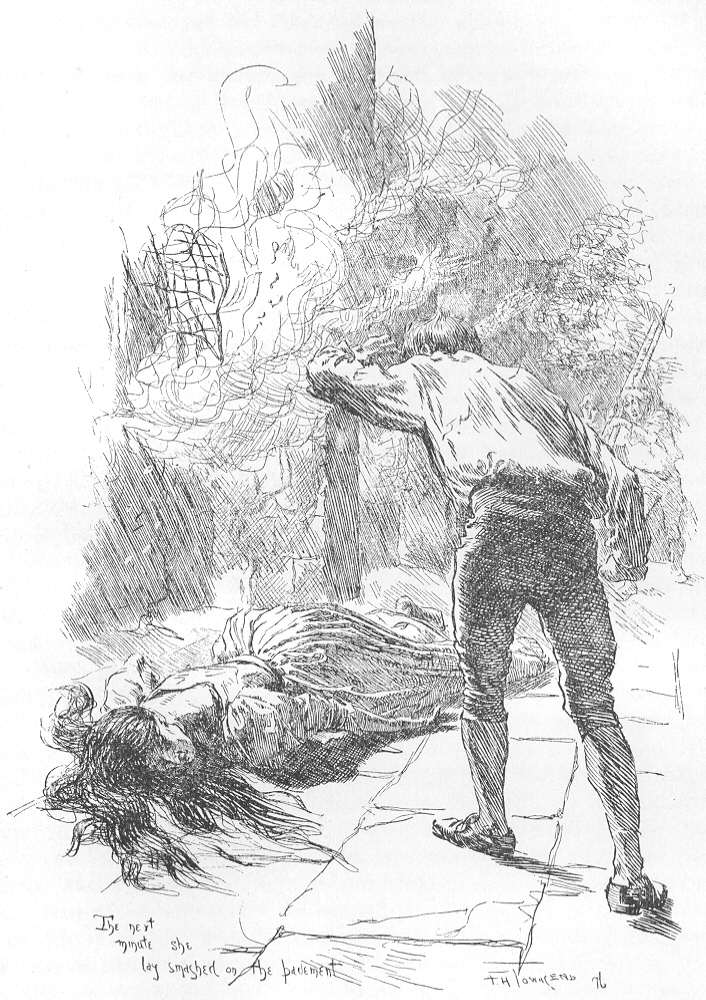
Bertha Mason, après sa chute du toit lors de l'incendie de Thornfield Hall.

Bertha Mason (de son nom complet, Bertha Antoinetta Mason) est un personnage de fiction. Dans le roman de Charlotte Brontë Jane Eyre (1847), elle est la première épouse démente d'Edward Rochester, transportée par lui à Thornfield Hall et gardée sous clé dans une chambre du troisième étage.

## Bertha Mason dansJane Eyre
Bertha Mason est la fille d'une famille très riche établie à Spanish Town en Jamaïque. Le lecteur découvre son passé non pas selon sa propre perception, mais au travers de la description qu'en fait son époux malheureux, Edward Rochester. Elle est décrite comme d'origine créole. Selon Rochester, Bertha était renommée pour sa beauté à travers toute la ville et courtisée par de nombreux prétendants. Au terme de ses études, Rochester est persuadé par son père de visiter la famille Mason et de faire la cour à Bertha. Selon ses dires, il la rencontre pour la première fois lors d'un bal où elle vient accompagnée de son père et de son frère Richard, et où il est fasciné par son charme. Bien que n'ayant jamais été seul à seul avec elle, et n'ayant semble-t-il jamais eu de véritable échange ou conversation avec elle, il l'épouse pour sa richesse et sa beauté, fortement approuvé en cela par son propre père et la famille Mason. Rochester et son épouse vivent les premiers temps de leur mariage en Jamaïque. Lorsqu'il relate l'histoire de leur relation, Rochester déclare : « je crus que je l’aimais […] les parents de Berthe m’encourageaient ; ses poursuivants piquaient mon amour-propre ; elle-même m’attirait, et ainsi le mariage fut conclu avant que j’eusse encore eu le temps de me reconnaître. Oui je ne peux plus me respecter quand je pense à cet acte ; un mépris qui me torture s’empare de moi. Je ne l’ai jamais ni aimée, ni estimée, ni connue. »
Rochester explique qu'il n'avait pas été averti qu'une démence violente et un handicap intellectuel étaient déjà apparus dans la famille Mason et que les trois générations précédentes y avaient été sujettes. Il supposait que la mère de Bertha était morte et n'avait jamais été détrompé, alors qu'elle se trouvait en réalité recluse dans un asile d'aliénés. Bertha avait également un frère plus jeune atteint de handicap mental. Le père de Rochester, pourtant au courant de cela, n'avait pas jugé bon d'en avertir son fils, préoccupé uniquement de la vaste fortune que le mariage lui apporterait, et la famille Mason voulait visiblement se débarrasser de Bertha le plus rapidement possible. Rochester affirme que la santé mentale de Bertha s'est ensuite détériorée rapidement, bien qu'il soit difficile de déterminer exactement de quelle forme de maladie mentale elle ait pu souffrir. Son comportement dément, souvent violent, devient effrayant. Elle marche à quatre pattes, grognant et se comportant comme un animal.
Rochester revient en Angleterre avec elle et la fait emprisonner dans une pièce du troisième étage pendant dix ans sous la surveillance de Grace Poole, une infirmière à domicile qui la garde sous contrôle pendant que Rochester voyage dans le monde pour oublier son horrible mariage. Cependant, Grace boit parfois et Bertha parvient à s'échapper et à causer des dommages dans la maison. Ainsi, elle met le feu au lit de Mr. Rochester, mord et poignarde son propre frère venu lui rendre visite.
Le mariage prééxistant de Rochester et Bertha devient à terme un obstacle au mariage d'Edward à Jane Eyre, qui ignore l'existence de Bertha et qu'il aime véritablement (bien qu'il admette plus tard à Jane qu'il a un moment pensé aimer Bertha). Bertha étant aliénée, il ne peut en divorcer, car ses actions étant incontrôlables elles ne sont pas une raison légalement admissibles pour ce faire. Des années de violence, de folie et d'enfermement dans une pièce ont détruit la beauté de Bertha ; lorsque Jane la voit en pleine nuit, elle la décrit comme d'apparence « sauvage », allant jusqu'à la comparer au « spectre allemand qu’on nomme vampire ». Bertha détruit le voile de mariée de Jane (une action qui laisse à penser qu'elle est au moins restée suffisamment saine d'esprit pour comprendre que son époux est sur le point de devenir bigame). Bien que ne l'aimant pas, Rochester tente de sauver Bertha d'un feu gigantesque dont elle est à l'origine lorsqu'elle s'échappe de nouveau. Bertha meurt après s'être jetée du toit, laissant son veuf libre d'épouser Jane.

## Antoinette Cosway inWide Sargasso Sea
Le roman de Jean Rhys publié en 1966, La Prisonnière des Sargasses, est rédigé comme une préquelle du texte de Charlotte Brontë et relate l'histoire de Bertha, qui y est nommée Antoinette Cosway, depuis sa jeunesse dans les Caraïbes à son mariage malheureux et son déménagement en Angleterre. Le roman de Rhys traite sous un angle différent le thème de la femme déséquilibrée et recluse, présentée sous un aspect diabolique chez Charlotte Brontë.
Dans La Prisonnière des Sargasses, « Bertha Mason » est donné comme un pseudonyme d'Antoinette Cosway. Le livre prétend relater la perception d'Antoinette de cette histoire autant que celle de Rochester, et décrit lies événements qui ont fait d'elle une femme seule et aliénée au troisième étage de Thornfield Hall. D'après le livre, l'aliénation et l'alcoolisme d'Antoinette sont le résultat de la croyance erronée de la part de Rochester que la folie est héréditaire chez elle et qu'elle était complice de la conspiration qui l'a amenée à l'épouser sans rien savoir.
Les personnages de Jane et Antoinette sont décrits comme très similaires : deux jeunes femmes indépendantes, vives, imaginatives ayant eu une enfance troublée et une éducation dans un établissement religieux, et étant la cible du mépris des nantis. Et, bien sûr, les deux épousent Mr. Rochester. Cependant, Antoinette est décrite comme plus rebelle que Jane et moins stable mentalement. Elle montre une veine morbide et une tendance suicidaire. Et, en contraste avec la foi affirmée de Jane[réf. nécessaire] elle a un point de vue cynique sur Dieu et la religion en général.